# Frammersbacher Forst

Lage im Landkreis Main-Spessart

Der Frammersbacher Forst ist ein 16,81 km² großes gemeindefreies Gebiet im Landkreis Main-Spessart im bayerischen Spessart. Das Gebiet ist komplett bewaldet.

## Geographie

### Lage
Der Forst liegt im Norden an der hessischen Grenze und besteht aus drei getrennten Bereichen. Diese liegen westlich, nördlich und östlich des namensgebenden Hauptortes. Die höchste Erhebung ist der Eichenberg mit 544 m ü. NN.
Die Ostgrenze des westlichen Teils bildet die so genannte „Wiesener Straße“, ein mittelalterlicher Handelsweg durch den Spessart vom Kinzigtal an den Main. Er fällt auf diesem Grenzabschnitt zusammen mit dem Schneewittchen-Wanderweg, einem 35 km langen Streckenwanderweg von Lohr am Main nach Bieber, sowie dem Europäischen Kulturweg „Frammersbach 1“ des Archäologischen Spessartprojekts. Historische Grenzsteine markieren hier die Grenze zwischen dem Staatswald von Kurmainz (nach dem Wiener Kongress 1815 wurde daraus der Staatswald des Königreichs Bayern) und dem Gemeindewald von Frammersbach. Die Grenzsteine sind markiert mit dem Mainzer Rad und der Bezeichnung KW (Königlicher Wald).

### Nachbargemeinden
| Wiesener Forst (Gemeindefreies Gebiet) | Gemeinde Flörsbachtal                                              | Haurain (Gemeindefreies Gebiet)                |
|                                        | Kompassrose, die auf Nachbargemeinden zeigt                        | Ruppertshüttener Forst (Gemeindefreies Gebiet) |
| Gemeinde Wiesthal                      | Markt Frammersbach und Partensteiner Forst (Gemeindefreies Gebiet) | Gemeinde Partenstein                           |

## Nutzung
Ähnlich wie in Partenstein versuchte man in der Vergangenheit auch im Frammersbacher Forst den Schwerspat-Abbau. Die Ausbeute war jedoch zu gering. Pingen, heute mit Wasser gefüllt, dokumentieren noch diese Versuche.
Nicht jedes Wasserloch im Frammersbacher Forst ist indes eine Pinge. In der Gemarkung „Aschenmaul“ sind die Vertiefungen ehemalige Lehmgruben; der Lehm wurde als Baumaterial verwendet. Unterscheiden kann man diese Lehmlöcher von den Pingen durch die fehlenden Abraumhalden.
Im Frammersbacher Forst gab es im Mittelalter einige Glashütten. Ihre Glasmacher bauten im 14. Jahrhundert die Heilig-Kreuz-Kapelle. Der heutige Bau stammt indes von 1681.
Der Frammersbacher Forst ist heute Wandergebiet.